# Avery Dulles

Wappen von Avery Kardinal Dulles

Avery Robert Kardinal Dulles SJ (* 24. August 1918 in Auburn, New York; † 12. Dezember 2008 in New York City) war ein US-amerikanischer katholischer Theologe.

## Leben
Avery Dulles wurde als Sohn des protestantischen Politikers John Foster Dulles geboren. Seine Familie war äußerst einflussreich, sein Vater von 1953 bis 1959 US-amerikanischer Außenminister. Zuvor hatten zwei seiner Großväter dieses Amt ausgeübt: John W. Foster von 1892 bis 1893, der nach dem  Ersten Japanisch-Chinesischen Krieg von 1895 den erzwungenen Vertrag von Shimonoseki aushandelte und Robert Lansing von 1915 bis 1920. Dieser hatte 1917 das Lansing-Ishii-Abkommen ausgehandelt, in dem die Vereinigten Staaten dem Japanischen Kaiserreich „besonderen Interessen in China“ zuerkannten. Allen Welsh Dulles, einflussreicher Direktor des amerikanischen Geheimdienstes (OSS und CIA) war sein Onkel und die Wirtschaftsexpertin und Diplomatin Eleanor Lansing Dulles seine Tante.
Während seiner Studienzeit an der Harvard University konvertierte er 1940 zum Katholizismus. Nach seiner Militärzeit trat er in den Jesuitenorden ein und studierte Katholische Theologie und Philosophie. Im Jahre 1956 empfing er das Sakrament der Priesterweihe an der Fordham University durch Francis Kardinal Spellman, Erzbischof von New York. Er wurde zwecks weiterführender Studien nach Rom entsandt, wo er an der Päpstlichen Universität Gregoriana zum Doktor der Theologie promoviert wurde.
Bereits 1951 wurde er Professor für Philosophie an der Fordham University und unterrichtete zudem von 1960 bis 1974 am Woodstock College sowie von 1974 bis 1988 an der Katholischen Universität von Amerika. 1988 erhielt er die Laurence-J-McGinley-Professur für Religions- und Gesellschaftswissenschaften an der Fordham University. Darüber hinaus hielt er 15 Gastprofessuren an verschiedenen Hochschulen, verfasste mehrere Bücher und über sechshundert theologische Aufsätze und Artikel. Er fungierte als Berater der bischöflichen Kommission für den Dialog zwischen den amerikanischen Lutheranern und Katholiken und leitete als Präsident die Katholische Theologische Gesellschaft der USA. Trotz seines fortgeschrittenen Alters nahm er von 1988 bis 2008 immer noch einen Lehrauftrag an der Fordham University in New York wahr. Die 38 halbjährlichen Lectures erschienen in Buchform. In seiner Abschiedsvorlesung am 1. April 2008 bekannte er abermals, dass es ihm nie um eine originelle, „neue“ Theologie ging, sondern ihn vielmehr die Sorge leitete, sein Denken in den Dienst des Glaubens der Kirche zu stellen.
Papst Johannes Paul II. nahm Avery Dulles am 21. Februar 2001 als Kardinaldiakon mit der Titeldiakonie Santissimi Nomi di Gesù e Maria in Via Lata in das Kardinalskollegium auf. Aufgrund seines hohen Alters zum Zeitpunkt der Kreierung zum Kardinal wurde er durch den Papst von der Verpflichtung zum Empfang der für Kardinäle obligatorischen Bischofsweihe dispensiert.

## Ehrungen

### Auszeichnungen
- 1945 Croix de guerre 1939–1945

### Ehrendoktorwürden
- 1969 LL.D. (Dr. iur) St. Joseph’s University, Philadelphia
- 1977 L.H.D. Georgetown University, Washington, D.C.
- 1978 Th.D. (Dr. theol.) University of Detroit
- 1980 LL.D. (Dr. iur.) Iona College, New Rochelle, New York
- 1981 D.D. (Dr. theol.) St. Anselm College, Manchester, New Hampshire
- 1983 L.H.D. Creighton University, Omaha, Nebraska
- 1984 D.D. (Dr. theol.) Jesuit School of Theology, Berkeley, Kalifornien
- 1986 D.D. (Dr. theol.) Protestant Episcopal School of Theology, Alexandria, Virginia
- 1989 D.H.L. Seton Hall University, South Orange, New Jersey
- 1990 L.H.D. Stonehill College, North Easton, Massachusetts
- 1990 L.H.D. Loyola University Chicago, Illinois
- 1991 S.T.D. Providence College, Providence, Rhode Island
- 1991 D.D. (Dr. theol.) Carthage College, Kenosha, Wisconsin
- 1992 Th.D. (Dr. theol.) University of Dayton, Dayton, Ohio
- 1994 D.H.L. Christ the King Seminary, East Aurora, New York
- 1996 Litt.D. Fordham University, Bronx, New York
- 1996 D.D. (Dr. theol.) Nashotah House, Nashotah, Wisconsin
- 1997 D.D. (Dr. theol.) John Carroll University, University Heights, Ohio
- 1998 LL.D. (Dr. iur.) University of Massachusetts, Boston
- 1999 D.H.L. St. Francis College, Brooklyn, New York
- 2000 Dr. theol. Theologische Fakultät Paderborn
- 2001 D.H.L. Le Moyne College, Syracuse, New York
- 2001 LL.D. (Dr. iur.) University of Notre Dame, South Bend (Indiana), Indiana
- 2001 D.H.L. University of St. Thomas, Miami, Florida
- 2002 S.T.D. Franciscan University of Steubenville, Steubenville, Ohio
- 2002 D.H.L. University of St. Thomas, Saint Paul (Minnesota), Minnesota
- 2002 D.D. (Dr. theol.) University of Scranton
- 2002 D.H.L. Seminary of Saint Charles Borromeo, Overbrook, Pennsylvania

## Bibliografie (Auswahl)
- Priester Christi. Sankt Ulrich Verlag, Augsburg 2004, ISBN 3-936484-26-0.
- The Holocaust, never to be forgotten. New York 2001
- Magisterium: Teacher and Guardian of the Faith. Naples (Florida) 2007, ISBN 978-1-932589-38-2.
- Der Bund Gottes mit Israel. In: Theologisches 38 (2008), S. 139–152.